# Doug Ashford
Doug Ashford (* 1958 in Rabat) ist ein marokkanisch-US-amerikanischer Maler, Installationskünstler und Autor, der in New York City lebt.

## Leben und Werk
Doug Ashford lehrt seit 1989 Design, Theorie, Bildhauerei und Kunst im öffentlichen Raum an der Cooper Union in New York City. Als Mitglied der Group Material nahm er zwischen 1980 und 1996 an mehr als 40 Projekten teil. Als eigenständiger Künstler widmete er sich vermehrt der Malerei, die im Kontext von Installationen präsentiert wird.
Ashford war 2011 Teilnehmer der Sharjah Biennale, 2012 der dOCUMENTA (13) und 2016 der Gwangju Biennale. Er stellte 2013 im Henie Onstad Center in Norwegen aus und hatte im selben Jahr beim Steirischen Herbst eine Einzelausstellung im Grazer Kunstverein.

## Veröffentlichungen (Auswahl)
- Doug Ashford: Writings and Conversations. Hrsg.: Krist Gruijthuijsen, Mousse Publishing, 2013, ISBN 978-8-8674907-5-2